# 金龍寺 (山梨県身延町)
金龍寺（きんりゅうじ）は、山梨県南巨摩郡身延町帯金にある日蓮宗の寺院。山号は帯雲山。旧本山は大野本遠寺、小西法縁。身延町指定文化財の木喰作・日蓮聖人像を所蔵する。

## 歴史
- 慶安3年（1650年）了説院日授を開山に帯金（現在の日朝堂付近）に建立された。

## 文化財
- 日蓮聖人像　江戸時代の廻国聖・木喰作の木喰仏。一躯。像高は30.8センチメートル。寛政十二庚申歳（1800年）正月十二日成就の背銘があるが、寛政13年（1801年）木喰行道83歳の作とみられる。背銘によれば「日蓮大師像」。諸国を廻国し造仏活動を行っていた木喰は寛政12年10月25日に故郷の丸畑へ帰り、享和2年（1802年）まで甲斐に滞在し丸畑に四国堂を建立し「四国堂諸仏」を造像している。木喰は甲斐において四国堂諸仏以外にも造像活動を行っており、金龍寺の日蓮聖人像はこの時期に作られたと考えられている。木喰が立正大師日蓮を刻んだ像はこの一体以外は未確認。昭和44年（1969年）9月12日身延町の文化財に指定された。

## 参考資料
- 『みすきちゃんと行こう　身延町の文化財ガイド』
- 日蓮宗寺院大鑑編集委員会『宗祖第七百遠忌記念出版 日蓮宗寺院大鑑』大本山池上本門寺 (1981年)
- 『木喰展　生誕290年～庶民の信仰・微笑仏』山梨県立博物館
- 全国木喰研究会『微笑佛』第18・19合併号（2012年）

## テレビ
- 日経スペシャル「ガイアの夜明け」（テレビ東京、2003年1月5日放送）